# Microhyla sholigari
Microhyla sholigari — вид земноводных из семейства Узкороты, эндемичный для южной Индии. Он был впервые обнаружен на холмах Билигириранган в округе Чамраджнагар, штат Карнатака, и назван в честь племени soliga, живущего в лесах на этих холмах и вокруг них. Считалось, что лягушка является эндемиком Западных Гат и известна только из типовой местности и другого места в Керале, и была внесена в список исчезающих видов. Недавнее исследование показало, что этот вид обитает в 15 местах в центральной части Западных Гат, недалеко от национального парка Баннергхатта, (Бангалор, Карнатака). Исследование дополнило исходное описание вида цветными фотографиями, записями криков и предоставило переоценку статуса угрозы в соответствии с Красным списком МСОП и предложило статус вида, вызывающего наименьшее беспокойство, поскольку критерии для классификации его как исчезающего вида виды больше не выполняются.

## Внешний вид и строение
Microhyla sholigari лягушка небольшого размера. Длина тела взрослых самцов 15,9-16,2 мм, а самок 16,5-19,2 мм. Особи этого вида имеют заостренную морду на дорсальной и вентральной проекциях. Морда выступает за нижнюю челюсть при взгляде снизу. Барабанная перепонка видна нечетко. Ширина головы больше длины, горло охристого цвета с коричневой пигментацией. Кончики пальцев расширены с редуцированной перепонкой между пальцами задних конечностей. Кожа спины гладкая, с небольшими бугорками, плотность которых увеличивается по направлению брюшной стороне тела. Верхняя сторона тела коричневая с бледно-красными бугорками. Передние конечности красновато-коричневого цвета с черными поперечными полосами. Бока серовато-черные, цвет постепенно тускнеет к паху. Передняя часть бедра имеет чёрную полосу, оканчивающуюся чуть ниже паха. Живая лягушка преимущественно коричневого цвета с контрастными черными отметинами на спине, конечностях и боках.
Радужка золотисто-жёлтая с коричневыми пятнами и чёрным зрачком. Брачные призывы Microhyla sholigari звучат как резкое «Зеееее… Зеееее… Зеееее…» и слышны как хор, каждый призыв длится 0,76 ± 0,04 с (диапазон: 0,65-0,81 с). Крики состоят из 52-67 импульсов (среднее ± стандартное отклонение: 63 ± 4, N = 13) со средней доминирующей частотой 3596 ± 98 Гц (диапазон: 3375-3704). Генетически этот вид близок к Microhyla laterite.

## Места обитания и поведение
Microhyla sholigari наземный вид, распространенный в населенных пунктах и вокруг них, на открытых участках в лесах и вокруг прудов. Обычно они обитают в местах с густыми скоплениями травы и издают звуки с 18:00 до 23:00 с июня по октябрь. Размножаются в мелководных водоемах и, возможно, в медленно текущих ручьях в лесных районах. Виду угрожает утрата среды обитания, в настоящее время в основном вызванная урбанизацией, но в прошлом — расширением сельского хозяйства и добычей древесины.

## Распространение
Ареал занимает около 28 304,6 км². Лягушки здесь многочисленны: более 50 самцов на 100 м² в таких местах, как деревня Bisle, тигровый заповедник Biligiri Rangaswamy и недалеко от Шиваналли, (Бангалор, Карнатака).